# エドゥアルト・メルクス
エドゥアルト・メルクス（Eduard Melkus, 1928年9月1日 - ）は、オーストリアのヴァイオリン奏者、指揮者。

## 経歴
バーデン・バイ・ウィーン生まれ。幼少期よりヴァイオリンを始め、アドルフ・シベール、ヤロ・シュミートの各氏に師事した後、ウィーン音楽院で1943年よりエルンスト・モラヴェッツにヴァイオリン、ヨーゼフ・メルティンに音楽学を学んだ。また、1951年よりウィーン大学でオットー・シェンクに音楽学の教えを受けている。
音楽院在学中の1949年から1951年までニコラウス・アーノンクールらとウィーン・ガンバ四重奏団、1952年から翌年までカール・シャイト、メルティン、グスタフ・レオンハルトらとスコラ・アンティクワ・ウィーンを結成して古楽器演奏の経験を積んだ。音楽院卒業後は短期間ながら、パリでファーミン・トゥシェの薫陶を受け、1955年にチューリヒ・トーンハレ管弦楽団の団員としてスイスに一時的に移住し、ペーター・リバール、アウグスト・ヴェンツィンガー、エドゥアルト・ミュラーらと共演した。
1958年にウィーンに戻り、母校のウィーン音楽院で教鞭をとりながら、レネー・クレメンチッチらとアンサンブルを作って演奏活動を継続した。1965年にカペラ・アカデミカ・ウィーンを結成し、その指揮者として多くの録音を手掛ける。

## 註
1. ↑  tower.jp

| スタブアイコン | サブスタブ | この項目は、まだ閲覧者の調べものの参照としては役立たない、音楽関係者（バンド等）に関連した書きかけの項目です。この項目を加筆・訂正などしてくださる協力者を求めています（P:音楽/PJ:芸能人）。 |